# Episodi di The Beautiful Life
La prima stagione della serie televisiva The Beautiful Life è andata in onda per sole due settimane dal 16 settembre al 23 settembre 2009 sulla The CW, dopodiché è stata tolta dal palinsesto. Ulteriori tre episodi, dal terzo al quinto della stagione, sono stati pubblicati online su YouTube, il 16 e il 18 dicembre dello stesso anno.
Sono erano stati ordinati 13 episodi per questa stagione, ma, a causa dei bassi risultati d'ascolto riscontrati, la produzione è stata chiusa durante le riprese del settimo episodio quindi solo sei episodi completi sono stati realizzati.
In Italia gli episodi sono inediti.
| nº | Titolo originale        | Titolo italiano | Prima TV USA      | Prima TV Italia |
| -- | ----------------------- | --------------- | ----------------- | --------------- |
| 1  | Pilot                   |                 | 16 settembre 2009 |                 |
| 2  | The Beautiful Aftermath |                 | 23 settembre 2009 |                 |
| 3  | The Beautiful Lie       |                 | 16 dicembre 2009  |                 |
| 4  | The Beautiful Triangle  |                 | 18 dicembre 2009  |                 |
| 5  | The Beautiful Campaign  |                 | 18 dicembre 2009  |                 |